# Madonna von Pötsch (Kindsbach)

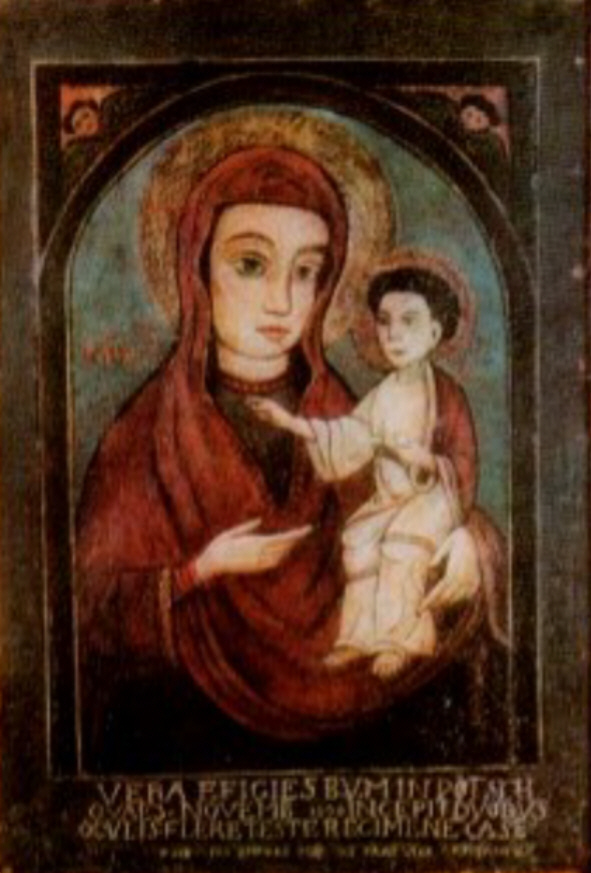
Die Kindsbacher Kopie der Weinenden Madonna von Pötsch

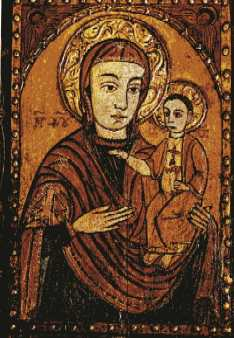
Das Originalgnadenbild der "Madonna von Pötsch" in Wien

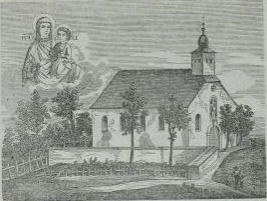
Die 1916 abgerissene Wallfahrtskapelle in Kindsbach, mit dem Gnadenbild. Holzstich um 1865

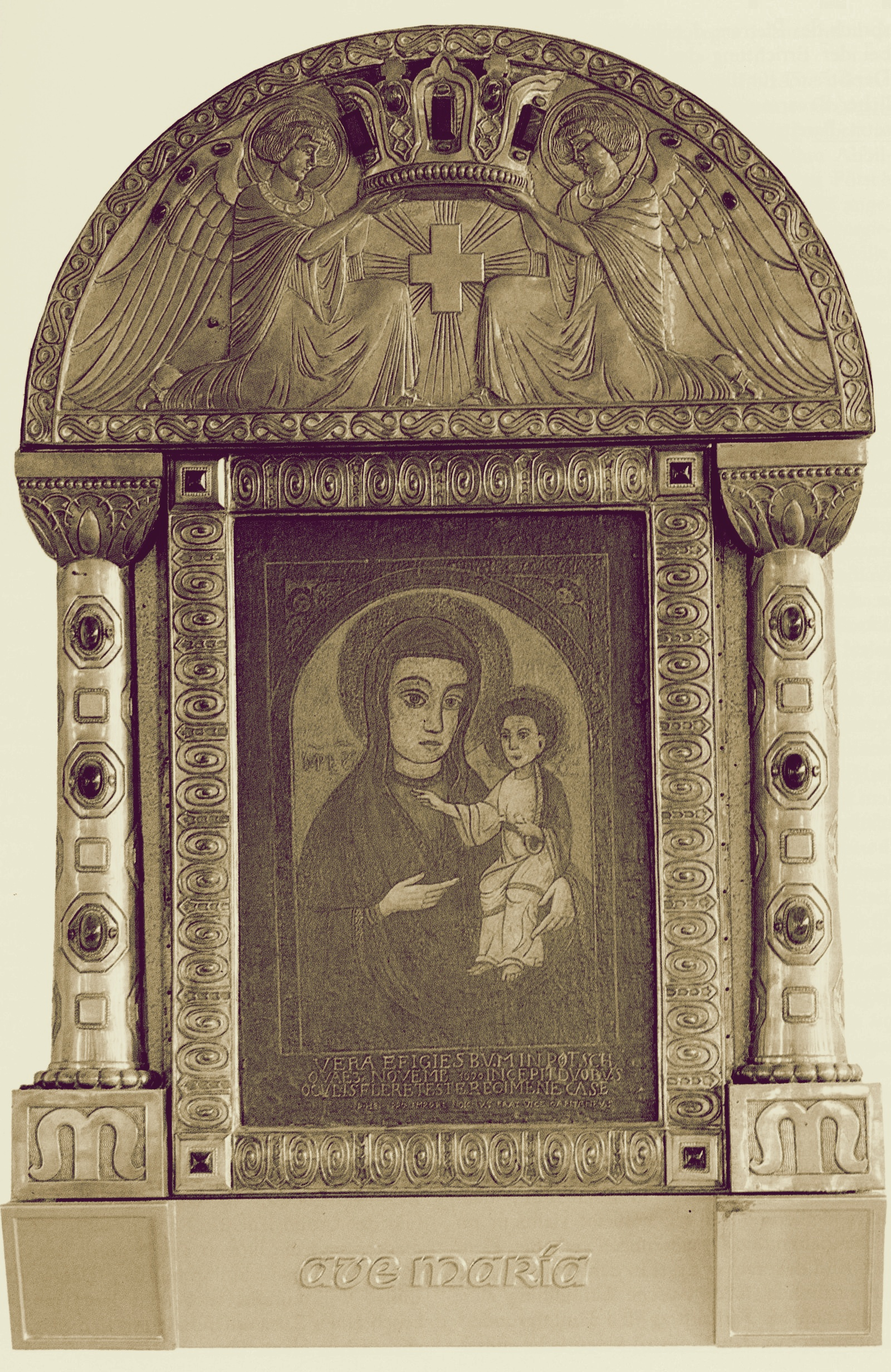
Kindsbacher Gnadenbild mit Jugendstilfassung nach Entwurf von Rudolf von Perignon, 1912

Madonna von Pötsch in Kindsbach ist ein in der pfälzischen Ortschaft Kindsbach verehrtes Marienbild aus der Barockzeit, eine Kopie des Gnadenbildes der „Weinenden Madonna von Pötsch“ im Stephansdom zu Wien.

## Geschichte

### Das Originalbild
Seit 1. Dezember 1697 befindet sich im Stephansdom – zunächst auf dem Hochaltar, ab 1945 auf einem eigenen Altar unter dem sogenannten Öchsel-Baldachin – das Gnadenbild der „Weinenden Madonna von Pötsch“. Es handelt sich um ein sehr einfaches, ikonenartiges Temperagemälde auf Holz, das ursprünglich kaum beachtet, 20 Jahre lang in der griechisch-katholischen Pfarrkirche des ungarischen Pötsch (heute Máriapócs) hing, bis ab dem 4. November 1696, laut mehreren Zeugenaussagen, aus den Augen des Marienbildnisses wiederholt Tränen flossen. Es entstand ein großer Zulauf zu diesem Bild und der zuständige Militärkommandant Graf Johann Andreas Corbelli, österreichischer Feldmarschalleutnant, sowie diverse kirchliche Würdenträger untersuchten die Vorkommnisse. Der Tränenfluss wurde durch eine bischöfliche Untersuchungskommission als übernatürlich erklärt und das Bild kam auf Wunsch von Kaiser Leopold I., unter Vermittlung des Grafen von Corbelli nach Wien.  Treibende Kräfte für die Übertragung des wundertätigen Bildes in die Reichshauptstadt waren Kaiserin Eleonore Magdalena, die fromme Tochter des Pfälzer Kurfürsten Philipp Wilhelm und der später seliggesprochene Kapuziner Marco d’Aviano. Die Kaiserin schmückte die auf den Hauptaltar des Stephansdoms transferierte Ikone mit einer diamantenen Rose und nannte sie "Rosa mystica". Seither gehört das Gnadenbild zu den ganz besonderen Heiligtümern der Wiener Kathedrale und ist bis in die Gegenwart hochverehrt.
Das Dorf Pötsch in Ungarn erhielt im Jahr 1707 eine originalgetreue Kopie des Gemäldes, das dort wieder verehrt wurde und 1715 bzw. 1905 erneut Tränen weinte, während dies bei dem Original in Wien nie mehr vorkam. Beide späteren Fälle in Pötsch wurden wieder eingehend untersucht und durch eine bischöfliche Kommission ebenfalls für übernatürlich erklärt. Papst Pius XII. bekräftigte dieses Urteil nochmals in einem apostolischen Schreiben vom 25. März 1948, als er die Wallfahrtskirche in Pötsch, nun „Máriapócs“ genannt, zur Basilika minor erhob.

### Die Kindsbacher Kopie
Um 1680 ließen die drei freiherrlichen Brüder von Sickingen an der Kaiserstraße bei Kindsbach eine Kapelle zu Ehren „Unserer lieben Frau“ erbauen. Sie standen in österreichischen Diensten. 1704 schenkte ein österreichischer Offizier namens „D.P.H. Biot“, vermutlich dem Umfeld der Sickinger zugehörig und sich wegen des Spanischen Erbfolgekrieges dort aufhaltend, dieser Kapelle eine um 1700 gefertigte Kopie des Wiener Gnadenbildes der „Weinenden Madonna von Pötsch“. Im Gegensatz zum Original ist sie nicht auf Holz, sondern auf Leinwand gemalt und trägt einen lateinischen Stiftervermerk, der übersetzt lautet:

„Wahre Abbildung des heiligen Muttergottesbildes von Pötsch in Ungarn, welches den 3. November 1696 angefangen hat auf beiden Augen Tränen zu vergießen. Zeuge war das K.K. Regiment Erbeville, worunter als Oberlieutenant stund D.P.H. Biot und Zeugniß gegeben hat.“

Im Gedenkbuch der Kindsbacher Kirche ist die Bild-Inschrift ebenfalls wiedergegeben und vermerkt, dass Oberleutnant Biot, vom Regiment Erbeville, der Spender des Bildes war und bei den Wunderereignissen in Pötsch selbst mit dabei gewesen sei. Bei dem Regiment Erbeville handelte es sich um österreichische Dragoner.        
Wie zum hochverehrten Bildnis in Wien, setzte auch zu der Kindsbacher Kopie eine – freilich bescheidenere – Wallfahrt ein. Papst Pius VII. gewährte für die dortigen Pilger unter bestimmten Bedingungen einen vollkommenen Ablass, was die Wallfahrt zusätzlich förderte. Die Gnadenkapelle wurde 1803 wegen des vergrößerten Besucherandrangs erweitert, jedoch 1916 abgebrochen und das Bild in die 1911/12 erbaute Pfarrkirche „Mariä Heimsuchung“ in Kindsbach übertragen. Dort befindet es sich heute – gefasst in einen kostbaren Jugendstilrahmen des Sakralarchitekten Rudolf von Perignon – im Hochaltar und ist nach wie vor das Ziel von Pilgern. Die Madonna von Pötsch in Kindsbach gehört zu den offiziellen Wallfahrtsstätten im Bistum Speyer; Wallfahrtstage sind besonders Mariä Heimsuchung (31. Mai), Mariä Geburt (8. September) und das Fest des Hl. Joseph (19. März).